# マスウーディー
マスウーディー（ المسعودي al-Masʿūdī, アラビア語:  أبو الحسن علي بن الحسين بن علي المسعودي  Abū al-Ḥasan ʿAlī ibn al-Ḥusayn ibn ʿAlī al-Masʿūdī) は、アラブ人の歴史家、地理学者でアラブのヘロドトスとして知られている。西暦896年バグダード生まれ、956年9月カイロにて死去。
預言者ムハンマドの教友（サハーバ）であったアブドゥッラーフ・イブン・マスウードの子孫。915年頃から末年近くまで各地を旅行してまわった。訪問した場所はペルシア、アルメニア、アゼルバイジャン、カスピ海周辺、アラビア、シリア、エジプト、インダス川、インドの西海岸方面、東アフリカ方面など多方面にわたり、インド洋や紅海、カスピ海、地中海なども航海したと考えられている。更に中国やスリランカなども訪問先に含まれているとする見方もある。晩年はシリアとエジプトに住んだ。旅行をどのように実現したのかは不明であり、マスウーディーが十二イマーム派のシーア派だったことから、10世紀のシーア派の拡大と関連している可能性も推測されるが、証拠は何もない。実際のところは、貿易業者と一緒だったか、彼自身が貿易に従事していたという推定がされている。

## 旅歴
実際に各地に赴いて情報を収集した点が、同時代の歴史家と大きく異なる彼独自の特徴である。
1. 915年頃から917年　イラン（ニーシャプール、イスタフルなど）、シンド、西デカン
2. 917年　イラクに戻る。
3. 919年頃　イエメン、オマーン（この時ペルシア湾のシーラーフ出身の商人アブー・ザイド・アッ＝シーラーフィーから中国の情報を得た）
4. 920年頃　バスラに滞在し、Abu Khalifa al-Jumahiの元で学ぶ
5. 921年　シリア、東ローマとイスラームの境界付近で情報収集、イスラームに改宗した東ローマ官僚トリポリのレオと会う
6. 926年　パレスチナ（エルサレム、ナザレ）にてユダヤ人のトーラー学者Abu Kathir Yahya ibn Zakariyaの元で過ごす
7. 927年頃　パルミラ、ラッカ、ハッラーン（アブラハム誕生地で、マームーン治下の翻訳事業に携わったギリシア科学の翻訳者の供給地のひとつで、アレキサンドリアの医学者が、ウマイヤ朝のウマル2世によって移住させられた地といわれている）
8. 930年代　カスピ海沿岸（コーカサス、ハザール、スラブ、ブルガールに関する情報収集）
9. その後、エジプトとシリアに居住

## 著作
20冊以上の著作が彼に帰されているが、ほとんど散逸している。彼のもっとも大きな著作は30巻に及ぶ『時代の諸情報（ اخبار الزمان Akhbār al-Zamān）』で、百科全書的な世界史で、政治史だけではなく、人類の知識と行動の起源を記載している。写本のひとつはウィーンに保存されていると言われている。
続いて『中間の書（ کتاب الاوسط Kitāb al-Awsaṭ）』を著した。『時代の諸情報（ اخبار الزمان Akhbār al-Zamān）』の補足とされている年代記と考えられ、写本がオックスフォードにある。
これら2冊を併せて「黄金の牧場と宝石の鉱山 مروج الذهب ومعادن الجواهر Murūj al-Dhahab wa Maʿādin al-Jawāhir (The Meadows of Gold and the Mines of Gems）」を書いた。947年に完成させ（132章）、956年に修正（365章まで増補）しているこの著作は600ページ程度とのこと。この著作はマスウーディーの名声と評価を高めた。14世紀のアラブの歴史哲学者イブン・ハルドゥーンは、マスウーディーを「歴史家のイマーム」と表現している。本書はイスラーム以前と以後にわけられ、マスウーディーの時代までが年代記的に記載されている。
その他、『忠告と監督の書（ التنبیه والأشراف al-Tanbīh wa al-Ishrāf）』と言われている小著（『黄金の牧場』の1/5）が残っており、マスウーディーが晩年まで自著を改訂し続けた様子はここから知られる。
彼はイスラーム以外のヒンドゥー教、ゾロアスター教、ユダヤ教、キリスト教など幅広い関心を持っており、中国の支配者、黄巣の乱、中国人の習慣などの記載、クローヴィス以降彼の時代に至るフランクの支配者一覧なども持っており、パリがフランク人の首都であることも知っているなど、イスラーム圏以外の知見も幅広く持っていた。
西欧での最初の完訳は、『黄金の牧場と宝石の鉱山』が1861年から1877年の間にフランスで9巻本として出版された。1966年から1974年の間に、ベイルートでより正確なアラビア語版（5巻：アッバース時代のみ）が出版され、同時にフランス語版も改訂された。1989年にはベイルート版に基づきアッバース時代を扱った英語版（しかも全体の3/4の訳出）も出版されている。

## 生まれ、旅、著述
マスウーディー自身が語るところによると、自分はバグダード生まれで、預言者ムハンマドの教友（サハーバ）であったアブドゥッラーフ・イブン・マスウードの子孫だという。前歴で他に知られていることはほとんどない。マスウーディーは旅に行った先々で多くの知識人・学者とかかわりを持ったとするが、彼自身に関することは彼の著作に依拠するよりほかない。マスウーディーの旅の記録を全て鵜呑みにしてはいないながらもShboul (1979)が控えめに語る次の言及は印象的である。
研究者によっては、マスウーディーがスリランカと中国にも行ったとする。マスウーディーの著作を英語に翻訳したLunde & Stone (1989)は、その翻訳書の序文で、マスウーディーはペルシア湾岸で出会ったアブー・ザイド・アッ＝シーラーフィー（Abu Zaid al-Sirafi）という人物に、中国についていろいろと教えてもらったと書いている。また、シリアでは、かつて東ローマ帝国の提督であってイスラームに改宗したトリポリのレオという人物に会い、東ローマ帝国のことについても多くの情報を得た。亡くなるまでの数年間はシリアとエジプトで暮らし、エジプトでは、アンダルシアの司祭が記録したというクローヴィスからルイ4世までのフランク王国の王の名前の一覧を手に入れた。
マスウーディーがイスラーム文化圏内の、さらにはイスラーム圏を超えた地域までの旅行をどのようにして可能にしたのかについては、よくわかっていない。Lunde & Stone (1989)は、マスウーディーが他の多くの旅行者と同様、貿易に携わっていたか又はその関係者であったのではないかと推測する。『黄金の牧場』には終わり近くに次のように書かれている。
Shboul (1979)によると、マスウーディーが『黄金の牧場』を書き直したことに留意すると、現代には947年より古い版だけしか伝わっておらず、956年に改定された版が現存していない可能性がある。マスウーディー自身が『忠告と監督の書』で語るところによると、『黄金の牧場』の改訂版は全部で365章あると書いているという。